# Kanton Jumeaux
Kanton Jumeaux (fr. Canton de Jumeaux) je francouzský kanton v departementu Puy-de-Dôme v regionu Auvergne. Tvoří ho 11 obcí.

## Obce kantonu
- Auzat-la-Combelle
- Brassac-les-Mines
- Champagnat-le-Jeune
- La Chapelle-sur-Usson
- Esteil
- Jumeaux
- Lamontgie
- Peslières
- Saint-Jean-Saint-Gervais
- Saint-Martin-d'Ollières
- Valz-sous-Châteauneuf